# .tatar
.tatar — национальный домен верхнего уровня для Республики Татарстан.
Домен .tatar позиционируется, как национально-культурный проект, ориентированный на представителей татарского сообщества, проживающих не только на территории Республики Татарстан или в пределах Российской Федерации, но в любом государстве.

## История
Региональный домен верхнего уровня .tatar, был делегирован 7 августа 2014 года. Право на приоритетную регистрацию домена в зоне .tatar, предъявляли к пользователям специальные требования в виде особого статуса (СМИ, НКО, госучреждения, органы государственной или муниципальной власти республики).
Свободная регистрация домена, стала доступна позднее, 23 марта 2015 года, при этом главное требование оставалось таким же, соответствовать ценностям национально-культурного домена.
В этапе свободной регистрации приняли участие владельцы товарных знаков, внесенных в международный Депозитарий ICANN (Trademark Clearinghouse, TMCH), единственным аккредитованным в России и СНГ агентом которого выступает RU-CENTER. В следующем этапе развертывания домена .tatar, созвучные домены получили крупные международные корпорации, такие как: Microsoft.
25 мая 2015 года количество зарегистрированных доменных имен превысило 1000 имен. Среди них sberbank.tatar, aero.tatar, kamaz.tatar, kfu.tatar, sport.tatar и другие.
С момента даты запуска домена .tatar, полномочия администратора зоны и регистратора принадлежат ООО «Координационный центр Регионального домена Республики Татарстан»
Аккредитованными регистраторами домена .tatar являются RU-CENTER, REG.RU, WEBNAMES.RU

## Статистика
По данным ООО «ТЦИ» на начало 2024 года а домене .tatar зарегистрировано 1019 имен, 867 из них делегированы. Доля делегированных доменов составляет 85 %